# أزهر منصور
أزهر منصور (بالملايوية: Azhar Mansor)‏ هو مستكشف ماليزي، ولد في 1958.